# Cabo Wabo
Cabo Wabo — тридцатый в общем и четвёртый с альбома OU812 сингл хард-рок группы Van Halen, выпущенный в 1988 году на лейбле Warner Bros..

## О сингле
Он поднялся до 31 строчки в чарте Hot Mainstream Rock Tracks.
Также называется фирменная текила Сэмми Хагара.

## Список композиций
| №  | Название    | Длительность |
| -- | ----------- | ------------ |
| 1. | «Cabo Wabo» | 7:04         |

## Участники записи
- Алекс Ван Хален — ударные
- Эдди Ван Хален — электрогитара, бэк-вокал, синтезатор
- Майкл Энтони — бас-гитара, бэк-вокал
- Сэмми Хагар — вокал